# Algámitas
Algámitas er en by og kommune i det sydlige Spanien i provinsen Sevilla. Den har et indbyggertal på 1.241 (2024) indbyggere.